# Филип Крайнович
Филип Крайнович (на сръбски: Филип Крајиновић) е сръбски тенисист.

## Биография
Филип Крайнович е роден на 27 февруари 1992 г. в Сомбор, Сърбия. Родители са му Вера и Степан Крайнович, има брат Дамир и сестра Катарина. Започва да играе тенис на петгодишна възраст. Крайнович посочва Роджър Федерер, Пийт Сампрас и Анди Родик за свои идоли.

## Кариера
Филип Крайнович достига най-високото си класиране на сингъл номер 26 в светана, 23 април 2018 г. Прави дебют в ATP Тур на Сърбия Оупън през 2009 г., където губи в първия кръг. Най-добрият му индивидуален резултат е финал на Мастърс 1000 на Париж Мастърс през 2017 г. Той игра полуфинал за Купа Дейвис с националния отбор на Сърбия.

## Кариерна статистика

#### Финали натурнири от сериите Мастърс(1)
| година | турнир        | съперник във финала | резултат      |
| ------ | ------------- | ------------------- | ------------- |
| 2017   | Париж Мастърс | Джак Сок            | 7–5, 4–6, 1–6 |

### ATP финали (0 титли; 5 финала)
|        | П–З | Година | Турнир                 | Клас         | Настилка   | Опонент             | Резултат      |
| ------ | --- | ------ | ---------------------- | ------------ | ---------- | ------------------- | ------------- |
| Загуба | 0–1 | 2017   | Париж Мастърс          | Мастърс 1000 | Твърда (з) | Джак Сок            | 7–5, 4–6, 1–6 |
| Загуба | 0–2 | 2019   | Унгария Оупън          | 250 серии    | Клей       | Матео Беретини      | 6–4, 3–6, 1–6 |
| Загуба | 0–3 | 2019   | Стокхолм Оупън         | 250 серии    | Твърда (з) | Денис Шаповалов     | 4–6, 4–6      |
| Загуба | 0–4 | 2021   | Германия Оупън         | 500 серии    | Клей       | Пабло Каренио Буста | 2–6, 4–6      |
| Загуба | 0–5 | 2022   | Куинс Клъб Чемпиъншипс | 500 серии    | Трева      | Матео Беретини      | 5–7, 4–6      |